# Liste der Monuments historiques in Ézanville
Die Liste der Monuments historiques in Ézanville führt die Monuments historiques in der französischen Stadt Ézanville auf.

## Liste der Bauwerke
| Bezeichnung                                                              | Beschreibung | Standort | Kennzeichnung | Schutzstatus | Datum | Bild           |
| ------------------------------------------------------------------------ | ------------ | -------- | ------------- | ------------ | ----- | -------------- |
| Kirche Notre-Dame-de-l’Assomption mit Taufbecken aus dem 17. Jahrhundert |              | (Lage)   | PA00080056    | Classé       | 1915  | weitere Bilder |

## Liste der Objekte

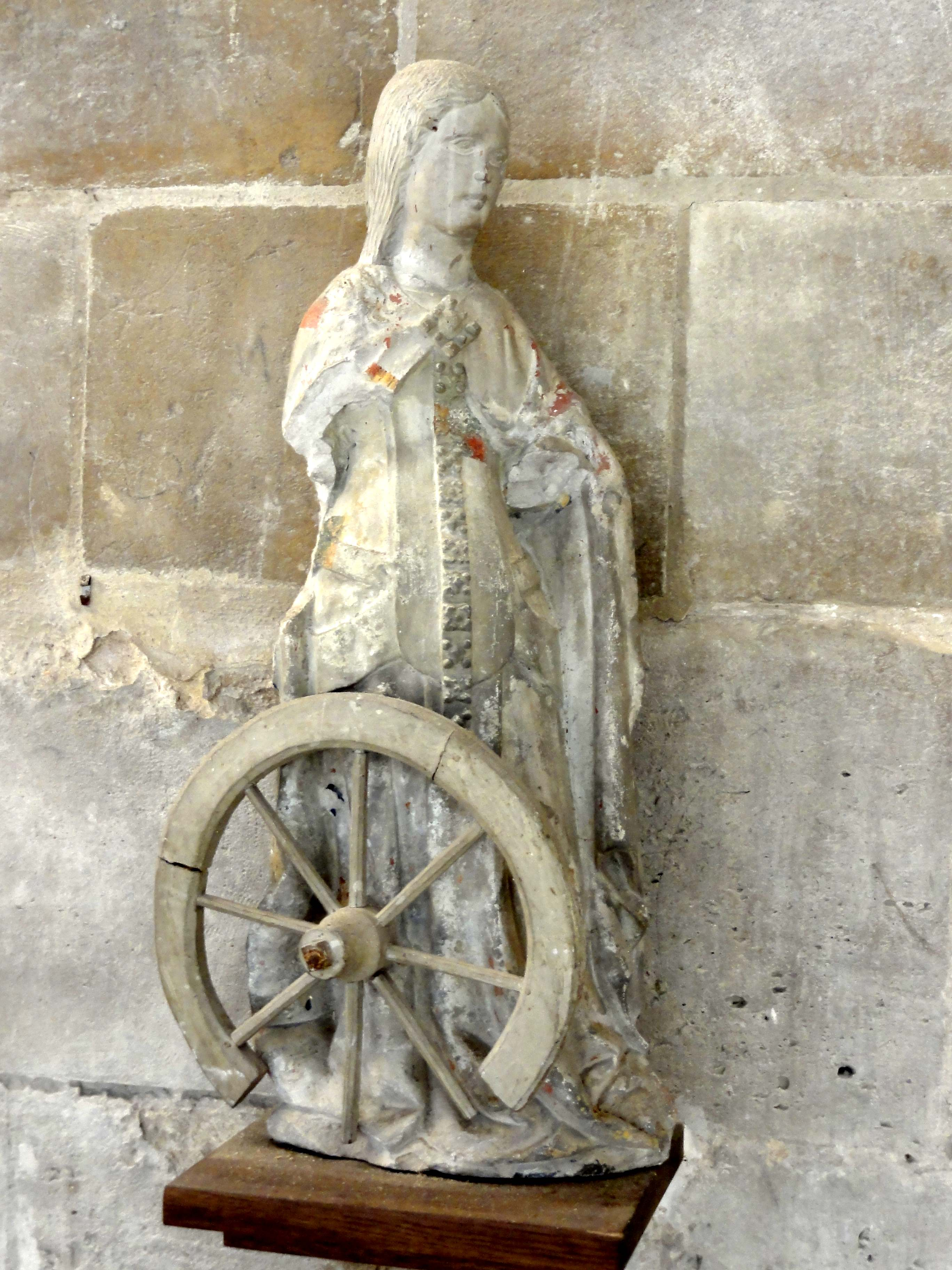
Skulptur der heiligen Katharina (16. Jahrhundert) in der Kirche Notre-Dame-de-l’Assomption

- Monuments historiques (Objekte) in Ézanville in der Base Palissy des französischen Kultusministeriums